# Una canción de culo y fuego (episodio de South Park)
«Una canción de culo y fuego» («A Song of Ass and Fire» como título original) es el octavo episodio de la decimoséptima temporada de la serie animada South Park, y el episodio n.º 245 en general, escrito y dirigido por el cocreador de la serie Trey Parker. El episodio se estrenó en Comedy Central el 20 de noviembre de 2013 en Estados Unidos, es la secuela o continuación del episodio «Black Friday» donde los protagonistas de South Park vestidos con ropa medieval (basado en la serie de Game of Thrones), que lucharán en la guerra de consolas de la última generación entre las Xbox One y las PlayStation 4, mientras que Randy como nuevo capitán tendrá una difícil misión de controlar a los compradores en el día del Black Friday.

## Cronología (tiempo)
En el episodio anterior, los protagonistas de South Park se dividieron en dos grupos, en uno eran los que apoyaban a la Xbox One y otros eran los que apoyaban a la PlayStation 4, esperando a que llegue el gran día para que empiece la batalla de dichas consolas y obtener la consola que esté con la mayor oferta posible. 

## Trama
Cartman (ahora llamado "Princesa Cartman") que hace un instante estaba del lado de Kyle Broflovski con los aliados de la Xbox One, prefirió cambiar de bando y unirse al grupo de la PS4 donde Stan es el líder, este cambio se debe a que Cartman no permitió a Kenny ser la princesa y líder del grupo, Cartman se mostraba muy enfadado y a la vez preocupado porque desde que Kenny se ha cambiado de bando, hay más chicos que se unieron al bando de la PS4, así que ha decidido contactarse por teléfono el CEO de Microsoft, Steve Ballmer, para acabar con las PlayStation, El director ejecutivo descartó la importancia del conflicto de los chicos y la comercialización de la guerra de consolas. 
En el centro comercial de South Park, la tensión crece poco a poco entre compradores, una madre de familia golpeó a un guardia con un gran bastón de caramelo, anuncian que por el accionar, el centro comercial incrementará un 10% para las primeras personas que ingresen a los locales, enterándose por mucha gente quienes se aglomeran frente al local.
En el jardín de Andros de la residencia de un anciano, Cartman, con su aliado Token Black, dialogan acerca de los dragones de Game of Thrones, que nunca pudo ser vistos en la serie de TV, y Cartman quiere seguir el modelo del juego para que las Xbox One resulten ser las ganadoras, entonces Cartman sugiere a Butters viajar a Nuevo México y hablar con el escritor de la serie George R. R. Martin sobre lo que pasará en caso de que los dragones aparezcan. Mientras tanto en el edificio principal de Microsoft, Steve Ballmer recibe la visita del presidente Bill Gates a pedir explicaciones de todo lo que mencionó Steve de la ignorancia en la guerra de consolas (que previamente se había enterado), Gates no estaba de acuerdo con las palabras de Steve, entonces un guardaespaldas asesina brutalmente a Steve como parte del plan y aseveró que en la batalla, la Xbox sería la ganadora. 
De vuelta al jardín de Andros, Kenny comenta a Kyle que si Stan fuera castigado, la tropa de la Xbox tomarían la ventaja de conseguir unidades, Kyle le dice que ningún aliado de ambas tropas saldrían castigados, y advierte que lo que está haciendo Kenny es jugar sucio, Kenny explica que el papá de Stan trabaja como un guardia en el centro comercial y que con eso ayudaría a conseguir las PS4 antes que la tropa Xbox, Cartman le dice a Kyle que simplemente están utilizando sus aliados para ayudar a conseguir las Xbox One en el centro comercial, luego el propietario del jardín se asoma en la ventana y sugiere a Kyle que no le haga caso de todo lo que dijo Cartman, que esa táctica le ha dicho a otros.
El canal 9 noticias, informa que el día del Black Friday se acerca y que Bill Gates ayudará a sus seguidores a conseguir las Xbox suministrando armas de combate (espadas, sables, flechas, etc.) para combatir a sus oponentes compradores. A continuación, la tropa de Eric con sus respectivas armas se dirigen a la casa de Kenny donde se encuentran los aliados de la PS4, Eric solicita una audiencia con Kenny invitando a unirse al bando de Xbox, mas Kenny sólo podía cambiar de bando si Eric admite de que la PS4 es mejor, Eric aún se niega de que Kenny sea una princesa y finalmente Stan mencionó que conseguirá del todo las PlayStation. De regreso al jardín de Andros, Cartman se reúne con Bill Gates y trata del mismo tema como lo hizo con Kenny, Butters y Kyle. Mientras que en la residencia de George R. R. Martin, Butters y su aliado seguían esperando la información de lo que ocurrirán con los dragones, mientras que George sólo contaba acerca de la muestra de penes y además su banda interpretó la canción de la salchicha (término inusual que se le da a un pene). 
El presidente de Sony se dirige a la casa de la familia Cartman para obsequiar una especie de amuleto con poderes a Eric Cartman para que se convierta en una princesa y así ganar la batalla de consolas, mientras que en el centro comercial, el reportero "Lawson" del canal 9 noticias informa que por sugerencia de George Martin, ha decidido posponer la fecha del Black Friday a una semana, es decir, se traslada del 29 de noviembre al 6 de diciembre y además los locales ofrecerán la rebaja del 96% de descuento a los 100 primeros compradores que ingresen al centro comercial, anunció que se produjo una pelea entre compradores.